# Pramadea lunalis
Pramadea lunalis là một loài bướm đêm trong họ Crambidae. ref>Nuss, M.;  và đồng nghiệp (2003–2017). “GlobIZ search”. Global Information System on Pyraloidea. Truy cập ngày 18 tháng 6 năm 2018.</ref>